# Campionati africani di badminton 2000
I Campionati africani di badminton 2000 si sono svolti a Bauchi, in Nigeria. È stata la 9ª edizione del torneo, organizzato dalla Badminton Confederation of Africa.

## Podi
| Evento              | Oro                               | Argento                             | Bronzo                          |
| Singolare maschile  | Denis Constantin                  | Ola Fagbemi                         | Abimbola Odejoke                |
| Singolare maschile  | Denis Constantin                  | Ola Fagbemi                         | Édouard Clarisse                |
| Singolare femminile | Amrita Sawaram                    | Chantal Botts                       | Grace Daniel                    |
| Singolare femminile | Amrita Sawaram                    | Chantal Botts                       | Prisca Azuine                   |
| Doppio maschile     | Denis Constantin Édouard Clarisse | Dotun Akinsanya Abimbola Odejoke    | Eugene Uys Dean Potgieter       |
| Doppio maschile     | Denis Constantin Édouard Clarisse | Dotun Akinsanya Abimbola Odejoke    | Georgie Cupidon Nicholas Jumaye |
| Doppio femminile    | Miriam Sude Grace Daniel          | Anusha Dajee Selvon Marudamuthu     | Bridget Ibenero Kuburat Mumini  |
| Doppio femminile    | Miriam Sude Grace Daniel          | Anusha Dajee Selvon Marudamuthu     | Chantal Botts Karen Coetzer     |
| Doppio misto        | Abimbola Odejoke Bridget Ibenero  | Denis Constantin Selvon Marudamuthu | Edicha Ocholi Grace Daniel      |
| Doppio misto        | Abimbola Odejoke Bridget Ibenero  | Denis Constantin Selvon Marudamuthu | Eugene Uys Ronel Pieterse       |